# آلامتو

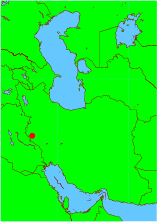

آلامتو نام کهن ایلام به زبان سومری به معنی سرزمین مرتفع است، این نام از آنجا بر روی این سرزمین گذاشته شد که سومریان به سرزمینهای شرقی خود این نام را داده بودند.
در واقع به سرزمینهای نیمه‌کوهستانی غرب ایران که ارتفاع چندانی نداشته‌اند ولی به نسبت سرزمین‌ها و جلگه‌های پست عراق بلند بودند این نام داده شده بود.

## منبع
1. 1 2  خبرگزاری فارس[پیوند مرده]

- محمدرضا میرباقری (۳۰ مهر، ۱۳۸۷)، آلامتو سرزمین طلوع خورشید، شابک ۹۷۸-۶۰۰-۵۲۱۰-۱۰-۱ تاریخ وارد شده در |سال= را بررسی کنید (کمک)